# Jerome Bruner
Jerome Seymour Bruner (New York, 1915. október 1. – Manhattan, 2016. június 5.) amerikai pszichológus, aki a kognitív pszichológia területén alkotott, és a felfedezéses tanulás elméletével vált ismertté.

## Korai évek és tanulmányai
Bruner 1915. október 1-jén, vakon született New Yorkban, szülei lengyel származású zsidó bevándorlók voltak (Herman és Rose Bruner). A hályogműtétnek köszönhetően már csecsemőkorában visszanyerte látását.
A BA fokozatát pszichológiából a durhami Duke Egyetemen szerezte 1937-ben, ahová alig 17 évesen került be. Mesteri és doktori tanulmányait a cambridge-i Harvard Egyetemen folytatta. 1941-ben nyerte el doktori fokozatát a A Psychological Analysis of International Radio Broadcasts of Belligerent Nations (A háborúban részt vevő nemzetek rádióadásainak pszichológiai elemzése) című tézisével. 1939-ben publikálta első pszichológiai cikkét, melyben a thymus kivonat hatását vizsgálja a nőstény patkány szexuális magatartására vonatkozóan.

## Pályafutása
1945-ben Bruner már professzorként tért vissza a Harvard Egyetemre, ahol kognitív és oktatáspszichológiai kutatásokban vett aktívan részt. 1970-ben elhagyván a Harvardot, az Oxford Egyetemre ment tanítani, az Egyesült Királyságba.
1980-ban tért vissza az USA-ba, hogy folytassa fejlődéspszichológiai kutatásait. 1991-ben a New York Egyetem tagja lett. Az NYU Jogi karának egyetemi docenseként Bruner a jogi eljárásokban észlelhető pszichológiai hatásokat vizsgálta.
Pályafutása során számos tiszteletbeli doktori címet kapott (például Yale Egyetem, Columbia Egyetem, berlini és római egyetemektől).
2015 októberében ünnepelte 100. születésnapját, és 2016. június 5-én hunyt el.

## Magyarul
- Az oktatás folyamata; ford. Fabricius Ferenc; Tankönyvkiadó, Bp., 1968 (A pedagógia időszerű kérdései külföldön)
- Új utak az oktatás elméletéhez; ford. Dénes Magda; Gondolat, Bp., 1974
- Az oktatás kultúrája; ford. Egyed Katalin, Somogyi Eszter, Szalay Ágnes; Gondolat, Bp., 2004 (Társadalomtudományi könyvtár)
- Valóságos elmék, lehetséges világok; ford. Ehmann Bea, Újlaky Judit, Ülkei Zoltán; ÚMK, Bp., 2005 (Pszichológiai horizont)

## Fordítás
- Ez a szócikk részben vagy egészben  a   Jerome Bruner című angol Wikipédia-szócikk ezen változatának fordításán alapul.  Az eredeti cikk szerkesztőit annak laptörténete sorolja fel. Ez a jelzés csupán a megfogalmazás eredetét és a szerzői jogokat jelzi, nem szolgál a cikkben szereplő információk forrásmegjelöléseként.